# Guyana Chronicle
Guyana Chronicle là một nhật báo thuộc sở hữu của chính phủ Guyana, là một trong hai tờ nhật báo duy nhất ở Guyana, cùng với Stabroek News. Tờ báo được ra mắt lần đầu vào năm 1880 với tên gọi The Chronicle, tên gọi Guyana Chronicle có từ những năm 1970; đã được kiểm soát bởi Guyana National Newspaper Limited với tiền đề "phát triển truyền thông trong phạm vi tối cao của đảng" (development communication within the paramountcy of party), theo tuyên bố của tổng thống Forbes Burnham vào năm 1974.
Theo Commonwealth Observer Group thì tờ báo này thường đưa tin tích cực về chính phủ và PPP/C, đồng thời tờ báo cũng được cho là đã làm nổi bật những thành công trong việc thúc đẩy phát triển kinh tế - xã hội của đảng cầm quyền. Chronicle và tờ báo liên quan Sunday Chronicle từng bị cựu thủ tướng và lãnh đạo phe đối lập Cheddi Jagan lên án là công cụ của chính quyền "tối cao" vào khoảng những năm 1980 - 1990.
Guyana Chronicle được cho là đã duy trì rất tốt trên Internet, là nơi các bài báo và tin tức được đăng hằng ngày trước khi chúng được phát hành trên phố.